# Blood, Guts, Bullets and Octane
Blood, Guts, Bullets, and Octane es una película de comedia de acción independiente estadounidense de 1998 escrita, producida, editada, dirigida y protagonizada por Joe Carnahan en su debut como director de un largometraje.
Durante años, Carnahan y el productor Bob Levy negociaron el desarrollo de la película como una serie en horario de máxima audiencia en NBC.

## Sinopsis
La película está protagonizada por Carnahan y el otro productor de la película, Dan Leis, como dos vendedores de un concesionario de automóviles usados en quiebra a quienes se les paga 250.000 dólares para permitir que un Pontiac LeMans descapotable de 1963 entre en el concesionario durante dos días.

## Reparto
- Joe Carnahan como Sid French
- Dan Leis como Bob Melba
- Nick Fenske como Mecánico
- Ken Rudulph como Agente Jared
- Dan Harlan como Danny Woo
- Hugh McChord como Mr. Reich
- Michael A. Saumure como Vernon Cash
- Mark S. Allen como Agente Frank
- Eric Lutes como Dick Dupree Jr.

## Estreno
La película fue estrenada en los Estados Unidos el 16 de octubre de 1988.